# Seth Gabel
Seth Gabel, född 3 oktober 1981 i Hollywood, Florida, är en amerikansk skådespelare.
Gabel är gift med skådespelaren Bryce Dallas Howard sedan 2006. Paret har två barn, en son född 2007 och en dotter född 2012.

## Filmografi (urval)
- 2006 – Da Vinci-koden – Michael
- 2010 – Fringe (TV-serie) – Lincoln Lee
- 2013 – Arrow (TV-serie) – The Count
- 2022 – The Watcher (TV-serie)